# Жаклін Кокран
Джекілайн Кокран (англ. Jacqueline Cochran; 11 травня 1906 року — 9 серпня 1980 року) — піонерка американської авіації, вважається однією з найбільш обдарованих жінок-льотчиць свого покоління.
У 1953 році першою з льотчиць долає звуковий бар'єр. У 1964 році — першою серед жінок удвічі перевищила швидкість звуку. У 1956 році балотувалася в Конгрес США як кандидатка від Республіканської партії від 29-го Виборчого округу (Каліфорнія).

## Біографія
Жаклін Кокран (Бессі Лі Пітман) народилася 11 травня 1906 року в Флориді молодшою з п'яти дітей у сім'ї Марії Грант й Іра Пітмана, кваліфікованих мірошників, які переїжджали з міста в місто, щоб будувати і ремонтувати борошномельні млини. Її сім'я не була заможною, як і більшість інших родин в окрузі. Всупереч деякими відомостями, їжа на столі була завжди.
Бессі Пітман у ранньому[якому?] віці вступила в шлюб з Робертом Кокраном, молодим авіамеханіком з прилеглої військово-морської бази в Пенсаколі. Вони одружилися у Блейклі, Джорджія 13 листопада 1920 року. Через чотири місяці Жаклін народила сина Роберта Кокрана (молодшого). Утрьох вони переїхали у Маямі, де прожили чотири роки. Після розлучення Кокран переїхала назад на Північний Захід Флориди, оселившись в DeFuniak Springs, де тоді жили її батьки. Її син, якому не було і п'яти років, трагічно загинув під час гри з сірниками на задньому дворі — на ньому загорівся одяг.
Кокран пішла працювати перукаркою в Пенсаколі, потім опинилася у Нью-Йорку. Там вона влаштувалася на роботу у престижний салон Сакс на П'ятій авеню. З плином часу Кокран вирішила змінити ім'я, і замість місіс Бессі Кокран з'явилася міс Джекі Кокран.
Кокран підтримувала зв'язок зі своєю родиною всі роки. Після другого шлюбу деякі з її рідних переїхали до неї на ранчо в Каліфорнії.
Кокран знайомиться з Флойдом Бостуїком Одлумом, засновником корпорації «Атлас» і Генеральним директором РКО в Голлівуді, на чотирнадцять років старшим і одним з 10 найбагатших людей у світі. Одлум закохався у Кокран і запропонував їй допомогти створити косметичний бізнес.
Після пропозиції Олдума на початку 1930-х політати на літаку, Кокран почала брати уроки пілотажу на аеродромі Рузвельт у Лонг-Айленд. Вона навчилася пілотувати літак за три тижні, після чого почала літала самостійно і через два роки отримала ліцензію комерційного пілота. Після Відкритого чемпіонату Ванкувера у 1936 році Кокран одружилася з Одлумом, який перед тим розлучився. Олдум був успішним фінансистом, обізнаним у маркетингу, і розумів значення публічності для свого бізнесу. Виробляючи лінійку косметики «Вінгс», Кокран літала на власному літаку всією країною, сприяючи просуванню продукції. Роки потому Одлум для просування лінійки помад «Голлівуд» заручився підтримкою і схваленням Мерилін Монро..

## Внесок в авіацію

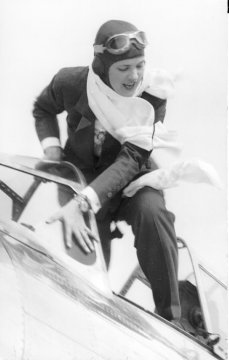
1938 «Бендікс-Гонки».

Кокран взяла участь у повітряних перегонах MacRobertson у 1934 році. У 1937 році вона була єдиною жінкою у перегонах «Bendix». Згодом домовилася з Амелією Ергарт організувати гонку для жінок. Того ж року Кокран встановила новий національний рекорд швидкості. До 1938 року вона стала найкращою льотчицею-жінкою у США. Кокран виграла «Bendix» і встановила новий рекорд трансконтинентальної швидкості, у якому також вівся запис висот польоту (рекорд не серед жінок, а серед усіх пілотів).
Кокран стала першою жінкою, яка літала на бомбардувальнику через Атлантику. Виграла п'ять Призів Гармона, це найвидатніше в світі досягнення жінки-пілотеси. Її називали «Королева швидкості» аж до самої смерті. В історії авіації не було пілота, який досяг би більшої швидкості, висоти або пролетів би більшу відстань, ніж Кокран. Вона була визнана пілотом з найбільшою кількістю рекордів швидкості в світі.
До вступу США у Другу Світову Кокран долучилась до «Крил для Великої Британії» — організації, яка переправляла американські літаки у Велику Британію, і першою з жінок літала на бомбардувальнику «Локхід Хадсон 5» через Атлантику. У Великій Британії вона добровільно вступила у Королівські військово-повітряні сили. Кілька місяців працювала у британському «Повітряному допоміжному транспорті», куди наймали кваліфікованих льотчиць зі Штатів. У вересні 1940 року Кокран написала лист Елеонорі Рузвельт з пропозицією почати призов льотчиць у військово-повітряні сили. Вона вважала, що кваліфіковані пілотеси могли б здійснювати всі внутрішні авіаперевезення, вивільнивши велику кількість чоловіків-пілотів для участі в боях.

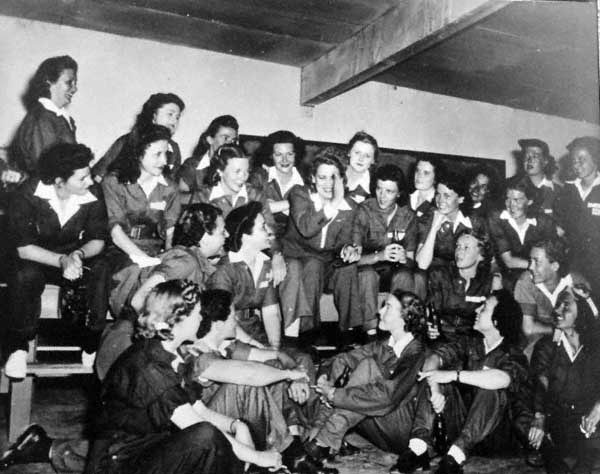
Кокран (в центрі) і льотчиці з WASP.

Також у 1940 році Кокран написала лист підполковнику Роберту Олдсу, який в той час допомагав організовувати команду авіаперевезень. Команда перевезень спочатку була Кур'єрською службою доставки, але перетворилася на підрозділ ВПС Армії США. У листі Кокран пропонує використовувати льотчиць для бойових дій. На початку 1941 року Олдс попросив Кокран зібрати інформацію: скільки льотчиць зі США готові на переліт в Англію, необхідність в них у США, години нальоту і навички, а також особисту інформацію про льотчиць.

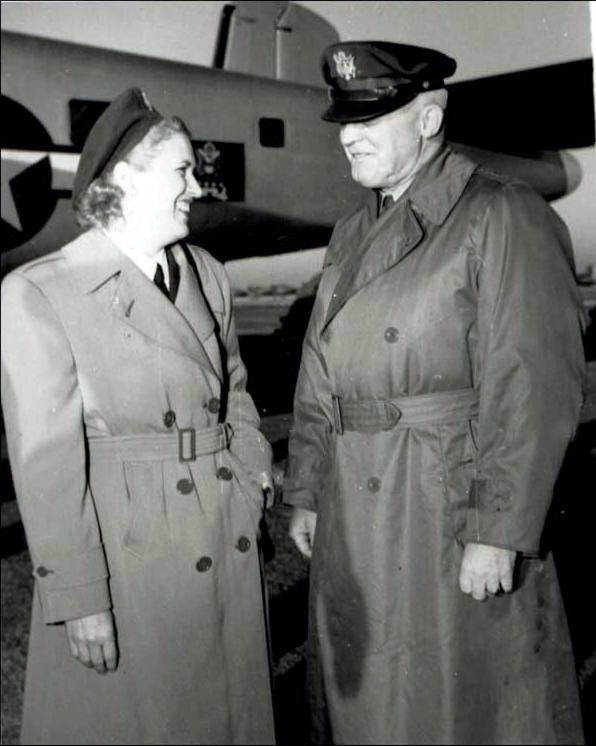
Жаклін Кокран і генерал Хап Арнольд.

Незважаючи на велику нестачу льотчиків, необхідно було переконати генерал-лейтенанта Генрі «Хап» Арнольда, який командував Авіаційним корпусом, в тому, що льотчиці могли вирішити кадрові проблеми. Він знав, що жінки успішно використовуються у Допоміжному повітряному транспорті в Англії. Тоді ж, у червні 1941 року, Арнольд запропонував Кокран привезти групу кваліфікованих льотчиць, щоб оцінити їх досвід. Він обіцяв їй, що ніяких рішень щодо льотчиць ВПС США прийматися не буде тих пір, поки вони не погодяться на польоти.
Кокран відібрала за анкетами 76 найбільш кваліфікованих пілотес. Критерії відбору були високі — принаймні 300 годин нальоту, але у більшості льотчиць їх було понад 1000. Загалом, 25 льотчиць пройшли повні випробування, і два місяці по тому, в березні 1942 року вони вирушили до Великої Британії разом з Кокран, щоб літати у «Повітряному допоміжному транспорті».
Хоча Кокран у вересні 1942 року була в Англії, генерал Арнольд доручив формування Women's Auxiliary Ferrying Squadron (WAFS) Ненсі Гаркнесс Лав. Ескадрилья WAFS формувалася на Авіаційній Базі Кастл у Вілмінгтоні, Делавер, з груп льотчиць. Її завдання полягало у переправленні військових літаків до Англії. Почувши про WAFS, Кокран відразу ж вилетіла до США з Великої Британії. Досвід роботи у Британії переконав Кокран, що пілотеси можуть підучитися і вирішувати набагато складніші завдання, ніж перегін літаків. Генерал Арнольд дозволив розширення спектру діяльності льотчиць і санкціонував створення з жінок Льотного загону навчання (WFTD), на чолі з Кокран. У серпні 1943 року, за згодою Білого дому, WAFS і WFTD об'єдналися для створення «Жіночої служби пілотів ВПС США» (WASP) з Кокран — директоркою і Ненсі Лав — начальницею відділу доставки.
Кокран як директорка Жіночої служби пілотів військово-повітряних сил керувала навчанням сотень льотчиць на колишньому аеродромі Avenger Field у Техасі. За її військову роботу вона отримала медаль США «За видатну службу» і Хрест льотних заслуг (США).
Після війни Кокран стала першою жінкою, що подолала звуковий бар'єр (з Чаком Єгером), першою жінкою, що перелетіла через океан, а також встановила багато інших рекордів у авіації.

## Після війни

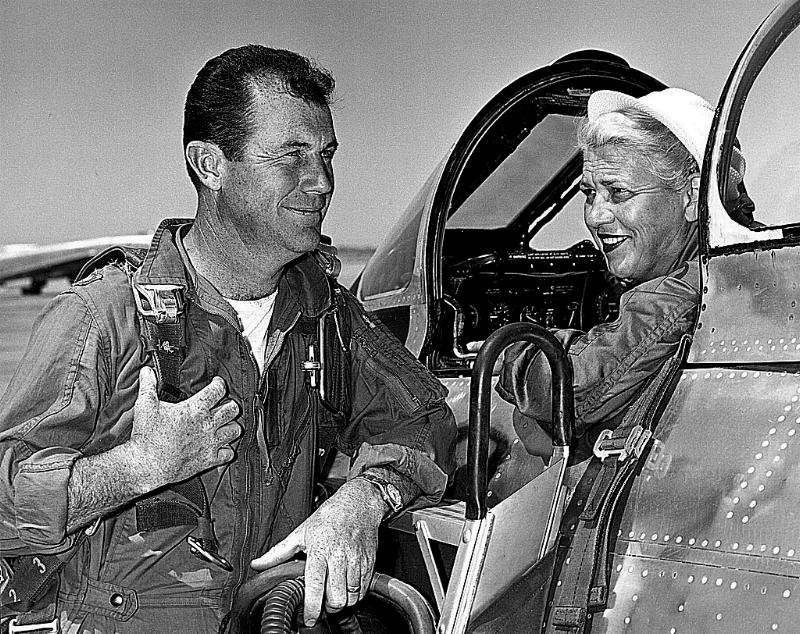
Кокран в Canadair Sabre і Чак Єгер.

У кінці війни Кокран працювала журналісткою, висвітлюючи найважливіші повоєнні події. Вона була свідком капітуляції японського генерала Томоюки Ямасіта на Філіппінах, потім стала першою жінкою (не японкою), яка в'їхала на територію Японії після війни, брала участь у Нюрнберзькому процесі у Німеччині.
У 1948 році Кокран була переведена в резерв ВПС США, де дослужилася до підполковницького чину.

### Авіаційні рекорди
Після війни Кокран почала літати на нових реактивних літаках, встановлюючи на них численні рекорди; вона стала найвидатнішою льотчицею-льотчицею і отримала прізвисько «Надзвукова».
Майор Чак Єгер і Жаклін Кокран 18 травня 1953 року, над озером Rogers Dry Lake, штат Каліфорнія, розігналися на реактивному Canadair F-86 Sabre канадських ВПС до середньої швидкості 652,337 миль/год. Так Конран стала першою льотчицею-жінкою, що подолала звуковий бар'єр.
Кокран також була першою жінкою, яка приземлилася і злетіла з авіаносця, першою жінкою, яка досягла подвійної швидкості звуку, першою жінкою, яка керувала перельотом бомбардувальника через Північну Атлантику (1941), вона — перша льотчиця, яка здійснила сліпе (за приладами) приземлення, єдина жінка — президент Міжнародної Федерації Аеронавтики (1958—1961), перша жінка-пілотеса, що управляла перельотом реактивного літака через Атлантику, перший пілот, який піднявся вище 20,000 футів з кисневою маскою і перша жінка, яка брала участь у Трансконтинентальних перегонах «Bendix». Кокран досі належить найбільша кількість рекордів дальності перельоту і швидкості; більша, ніж у будь-якого іншого льотчика чи льотчиці.
Завдяки інтересу до всіх форм авіації Кокран керувала дирижаблем «Goodyear Blimp» на початку 1960-х з капітаном дирижабля «Goodyear Blimp» Р. Ст. Кросиром в Акроні, Огайо.

### Меркурій 13

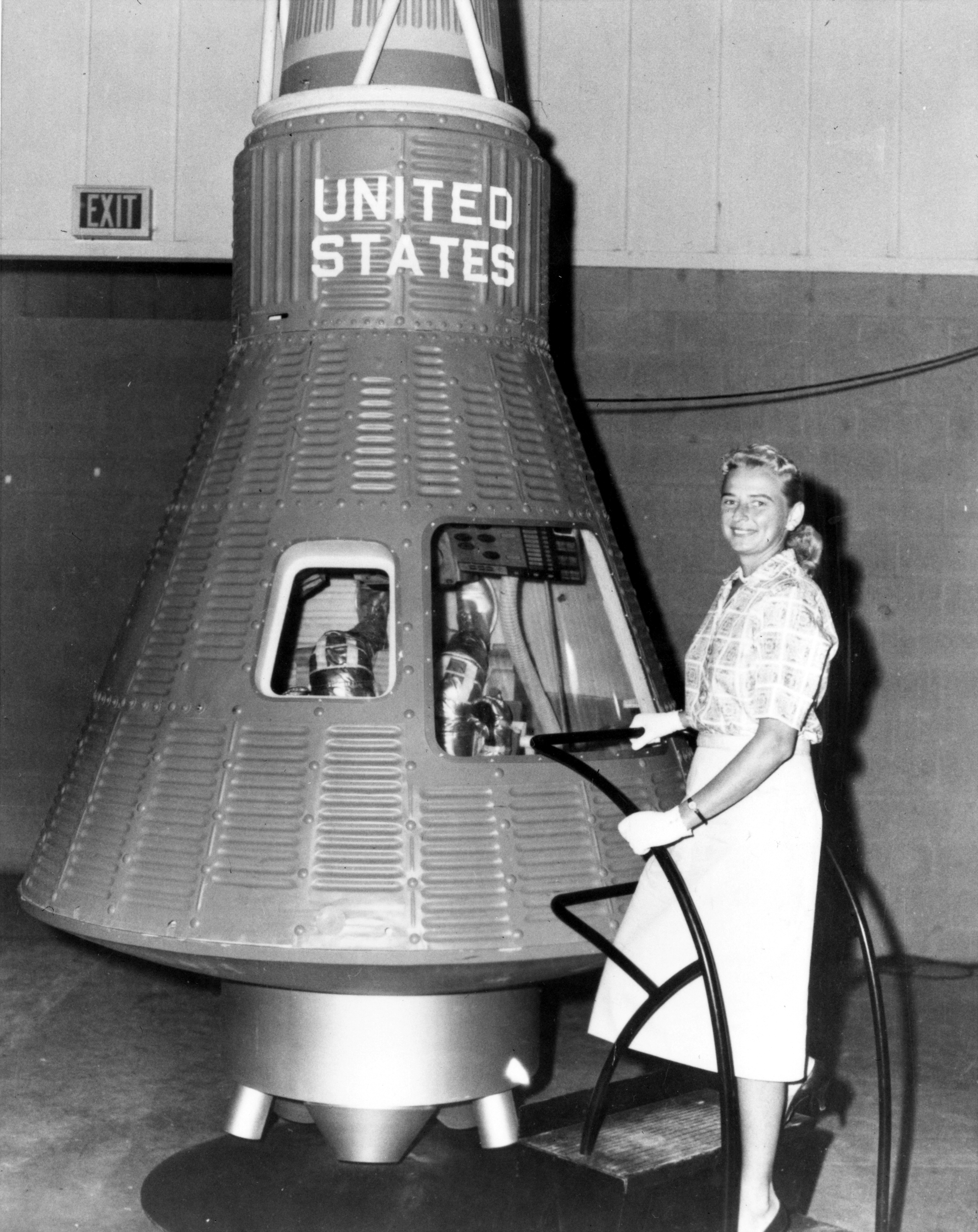
Джеррі Кобб поруч з капсулою Меркурій.

У 1960-х Жаклін Кокран спонсорувала програму Меркурій 13 з перевірки здатності жінок бути астронавтками. Тринадцять пілотес пройшли ті ж самі попередні тести і випробування, як і астронавти-чоловіки за програмою Меркурій. Ця програма не була ініціативою NASA, хоча очолювалася двома членами Комітету з науки NASA, один з яких, Вільям Рендолф Лавлес II, був близьким другом Кокран і її чоловіка. Хоча Кокран спочатку підтримувала ініціативу Меркурій 13, в подальшому вона була прихильницею відстрочення проходження подальших фаз тестування і авторкою листів до керівництва Флоту і NASA. Вона висловлювала сумнів щодо необхідності такої програми для NASA і, можливо, значно сприяла її закриттю.
Конгрес провів слухання, щоб визначити, було чи виключення жінок з програми з підготовки астронавтів дискримінаційним, під час якого Джон Гленн і Скотт Карпентер свідчили проти залучення жінок до програми космічних польотів. Жодна з льотчиць, які пройшли тести, не була льотчицею-випробувачкою військових реактивних літаків (оскільки на той час жінкам це заборонялося), не мала диплому інженера, а це були два основних критерії при відборі потенційні астронавти. Хоча у всіх учасниць відбору було у середньому  більше годин нальоту, ніж у астронавтів-чоловіків, «NASA вимагало, щоб всі астронавти були випускниками Військових реактивно-дослідних інститутів і мали диплом інженера. У 1962 році жінки не приймалися на подібні курси і не могли відповідати цим вимогам. Так була закрита програма Меркурій 13».

## Політична діяльність

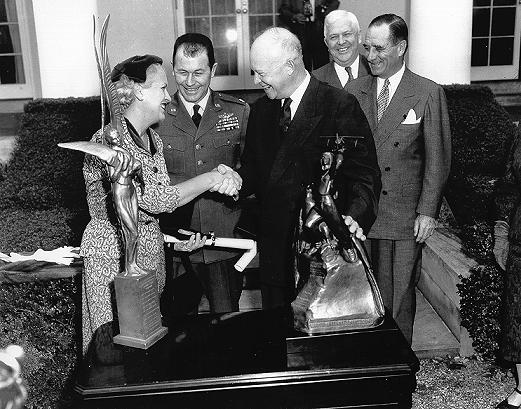
Кокран і Чак Єгер з Міжнародним Трофеєм Хармона в гостях у Президента Ейзенхауера.

Як давня республіканка, близька до політики і збройних сил, Кокран стала близькою подругою генерала Дуайта Ейзенхауера. На початку 1952 року вона з чоловіком спонсорською підтримкою допомогли провести великий мітинг у Медісон Сквер Гарден у Нью-Йорку на підтримку Ейзенхауера у президентських перегонах.
Зусилля Кокран переконали Ейзенхауера балотуватися на пост Президента США у 1952 році, і вона зіграла одну з головних ролей у його успішній кампанії. Ставши ще ближчими друзями після перемоги на виборах, Ейзенхауер, Кокран і її чоловік часто зустрічалися на їх Каліфорнійському ранчо і після того, як він залишив крісло президента. Частину своїх мемуарів Ейзенхауер  написав в гостях у Кокран.
Кокран брала участь у виборах в Конгрес у 1956 році — від 29-го Виборчого округу з виборів у Конгрес від Каліфорнії, як кандидатка від Республіканської партії. Її ім'я з'явилося у виборчому бюлетені як Джейклайн Кокран-Одлум. Хоча вона обійшла у своїй партії п'ятьох суперників-чоловіків і виграла на республіканському рівні, на загальних виборах вона програла кандидатові від демократичної партії — азіатсько-американському конгресменові, Дкліпу Сінгху Сонду з майже рівними результатами. Сонд переміг з 54 989 голосами (51.5 %) проти 51 690 голосів у Кокран (48.5 %).

## Спадок

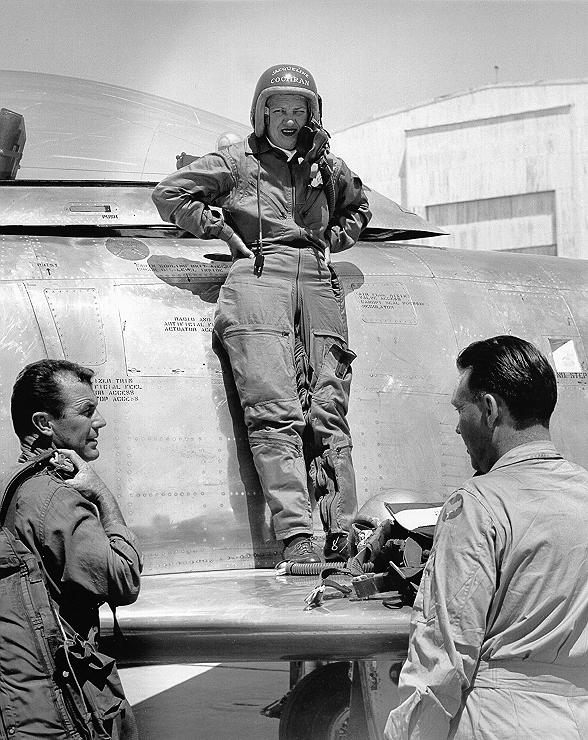
Кокран на крилі свого F-86, розмовляє з Чаком Єгером і пілотом Біллом Лонгхерстом.

Жаклін Кокран померла 9 серпня 1980 року в своєму будинку в Індіо (Каліфорнія), де жила з чоловіком Флойдом Одлумом. Вона була давньою мешканкою Долини Coachella і похована на цвинтарі Coachella Valley Public. Вона регулярно використовувала місцевий аеропорт «Thermal» для польотів протягом своєї довгої кар'єри в авіації. Аеропорт, який колись називався «Desert Resorts Regional», був перейменований на її честь — «Регіональний аеропорт ім. Жаклін Кокран».
Рекорди і досягнення Кокран в авіації ніколи не супроводжувалися тривалою увагою з боку ЗМІ, як це було з Амелією Ерхарт, що частково може бути приписано замилуванню громадськості тими, хто помирають молодими на піку кар'єри. Крім того, використання Кокран фінансів її чоловіка зменшило інтерес до її досягнень в історії авіації. Тим не менш, вона заслуговує місця в рейтингу найвідоміших жінок в історії, як одна з найвизначніших льотчиць — жінка-пілот, яка часто використовувала свій вплив, щоб просунути інших жінок в авіації.
Незважаючи на брак систематичної освіти, у Кокран були тонкий розум та здібності до бізнесу, і її інвестиції в область косметики завжди були прибутковими. Пізніше, у 1951 році, Бостонська Торгова палата визнала її однією з 25 найвидатніших ділових жінок Америки. У 1953 і 1954 роках, «Ассошіейтед прес» назвало її «Жінкою Року в Бізнесі».
Перебуваючи в ореолі слави і багатства, Кокран жертвувала багато часу і грошей на благодійні цілі, особливо бідним верствам населення, серед яких колись була вона сама.

## Нагороди

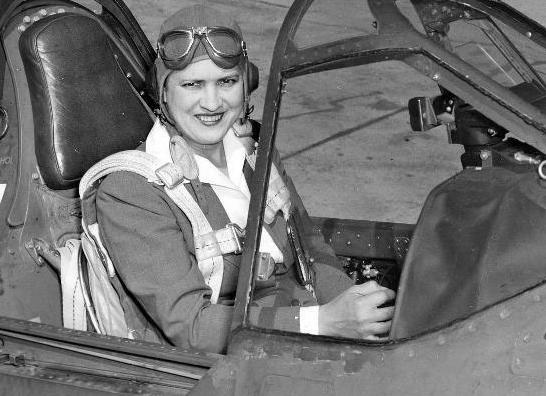
Жаклін Кокран у літаку P-40.

Жаклін Кокран отримала нагороди та премії багатьох країн всього світу. У 1949 році уряд Франції оцінив внесок Кокран до авіації під час війни, нагородивши її Орденом Почесного Легіону» і у 1951 році — французькою «Медаллю ВВС». Кокран — єдина жінка, яка коли-небудь отримала Золоту медаль від «Міжнародної федерації повітроплавання». Вона була обраною до Ради директорів і Директором Американської авіакомпанії «Північно-західні Авіалінії». У США ВВС нагородили її Хрестом «За льотні бойові заслуги» та Орденом «Легіон пошани».
Щорічне авіашоу перейменовано в «Авіашоу Жаклін Кокран» і проводиться на місцевому Регіональному аеродромі, який також носить її ім'я. Кокран стала першою жінкою, успіхи і досягнення якої удостоєні постійної експозиції в Академії ВПС США. В електронній грі «Життя найшвидшої Жінки», написаній Карен Санд, життя Кокран протікає поруч з її чоловіком — Флойдом, Амелією Ергарт та іншими.
Нагороди:
- 1965 — Кокран занесена до Міжнародного космічного залу слави.
- 1971 — занесена у Національний Зал слави Авіації.
- 1985 — Міжнародний астрономічний союз назвав ім'ям Кокран кратер (більше 100 км в діаметрі) на Венері.
- 1993 — занесена в Зал слави Мотоспорту Америки.
- 1996 — Поштове відомство США удостоїло Кокран поштовою маркою номіналом 50¢, зображуючи перед нею «Трофей Bendix», з її літаком P-35 на задньому плані і текстом: «Піонерка авіації — пілотеса Жаклін Кокран».
- 1999 — У рамках національного проекту «Жінки в історії» Кокран був присвячений місячник.
- 2006 — ім'я Кокран занесено в Космічну Алею Слави у місті Ланкастер, Каліфорнія, і вона — перша жінка, чий бюст буде там встановлений.